# Заячье (Синельниковский район)
Заячье (укр. Заяче) — село,
Великомихайловский сельский совет,
Синельниковский район, Днепропетровская область,
Украина.
Код КОАТУУ — 1224881003. Население по переписи 2001 года составляло 39 человек.

## Географическое положение
Село Заячье находится на левом берегу реки Средняя Терса,
выше по течению на расстоянии в 1 км расположено село Кодакское,
ниже по течению на расстоянии в 1,5 км расположено село Рудево-Николаевка,
на противоположном берегу — село Великомихайловка.
По селу протекает пересыхающий ручей.
Река в этом месте пересыхает, на ней сделано несколько запруд.